# Ligdan Khan
Ligdan Khan (mongolisch Лигдэн хаан, ᠢᠭᠳᠡᠨ
ᠬᠠᠭᠠᠨ, Ligden qaγan; * 1592; † 1634) war der letzte unabhängige Khagan der Mongolen. Mit seinem Sturz unterstellte sich die Mongolei sukzessive der Mandschu-Herrschaft.

## Regierung
Ligdan Khan entstammte der Nachkommenschaft von Batu-Möngke Dayan Khans ältestem Sohn Toro Bolod († 1523) und war als solcher nominell der Khagan der Mongolen, da diese Würde in seiner Familie weitervererbt wurde. Praktisch war er aber nur der Stammesführer der Chakhar am Liao-Fluss (in Liaodong). Er dominierte den linken, d. h. den östlichen Flügel der Mongolen, und die anderen Mongolenstämme widersetzten sich seinen Machtansprüchen ebenso wie schon denen seiner unmittelbaren Vorgänger. Ähnlich wie seine Verwandten bei den Khalka, Tümed und Ordos war Ligdan Khan ein Förderer des Lamaismus in der Mongolei.
Der Khagan kämpfte seit 1619 erfolglos gegen den wachsenden Druck der Mandschu unter Nurhaci († 1626) und Hung Tayiji (Abahai, Huang Taiji). In jenem Jahr hatte Nurhaci die Yehe-Jurchen vernichtet, zu denen der Khagan eine Heiratsallianz unterhielt, und auch einen eindrucksvollen militärischen Erfolg gegen Ming-China erzielt. Ligdan warnte daraufhin Nurhaci in einem Schreiben, aber der ließ sich nicht beeindrucken und rechnete ihm in einem Antwortschreiben seine militärische Schwäche vor (1619/20).
Zunächst vermieden beide Seiten den Krieg gegeneinander und versuchten stattdessen, sich das militärische Übergewicht durch vielschichtige Allianzen und Gegenallianzen mit den Mongolenstämmen zu sichern. Es scheint, als hätten Ligdan Khan und sein Stamm bei diesen Rivalitäten wenig Feingefühl bewiesen. Er nahm seinen Gefolgsleuten willkürlich Herden und Familien weg und war nicht in der Lage, sich seine Untertanen auf friedliche Weise unterzuordnen, sondern hielt sie mit Gewalt zusammen. Mitte der 1620er Jahre begann Ligdan Khans Rückhalt im linken Flügel ernsthaft zu schwinden und seine Rachefeldzüge gegen die Abtrünnigen blieben erfolglos, da er mit der Reaktion der Mandschu und der Empörung anderer Mongolenführer rechnen musste. Im Jahr 1628 erlitt er eine schwere Niederlage gegen die Stämme des rechten Flügels: Qaracin, Tümed und Ordos, denen sich auch die Abaya und zahlreiche Khalka anschlossen. Zu Beginn der 1630er Jahre verließen ihn weitere Gruppen des linken Flügels.
Als Hung Tayiji ihm im Frühjahr 1632 offiziell den Krieg erklärte, war seine Machtbasis bereits erodiert und er wurde nur noch von den Nördlichen Khalka unterstützt, die Chogtu († 1637) unterstanden. Ligdan Khan musste mit seinen Chakhar (noch ca. 100.000 Leute) fliehen und starb, verfolgt von einer Mandschu-Armee, im Jahr 1634 am Kukunor. Seine Witwe und minderjährigen Söhne Ejei und Abunai wurden dann ein Spielball verschiedener Interessen und gerieten in die Hand der Mandschu. Ejei (1622–1641) übergab Hung Tayiji dabei das – angeblich durch wunderbare Umstände wiedergefundene – Yüan-Reichssiegel und damit das Khanat.